# 科哈尼夫卡 (特諾皮爾州)
49°49′50″N 25°49′46″E / 49.83056°N 25.82944°E
科哈尼夫卡（羅馬化：Kokhanivka）是烏克蘭的村落，位於該國西部捷爾諾波爾州，由克列梅涅茨區負責管轄，始建於1628年，面積50平方公里，海拔高度300米，2025年人口272，人口密度每平方公里335.8人。
1. ↑  . gromada.info.   [2025-06-14].